# Hypnodendron brevipes
Hypnodendron brevipes är en bladmossart som beskrevs av Brotherus 1898. Hypnodendron brevipes ingår i släktet Hypnodendron och familjen Hypnodendraceae. Inga underarter finns listade i Catalogue of Life.